# Bohdan Ulihrach

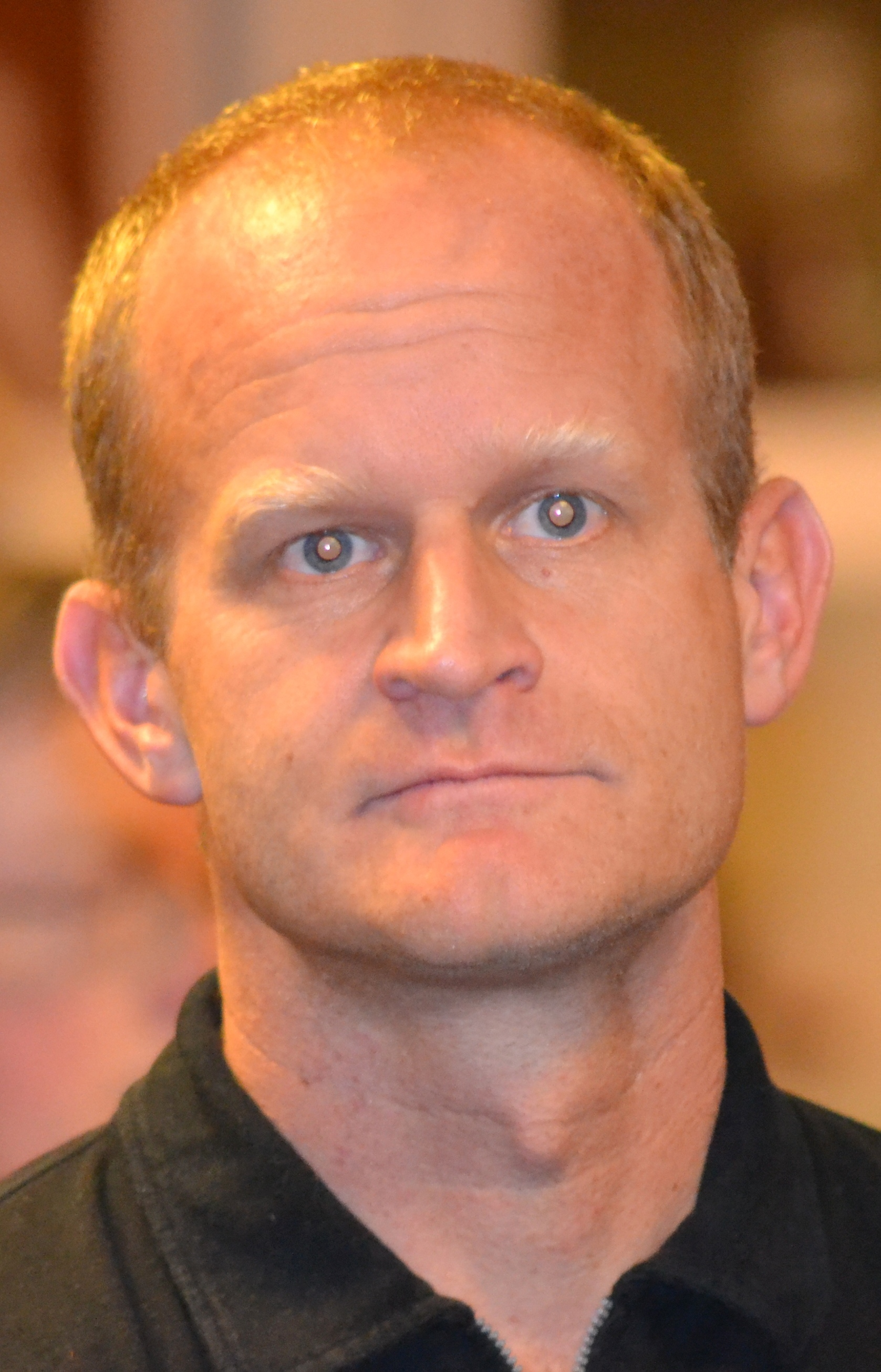
Bohdan Ulihrach, 2013

Bohdan Ulihrach (Kolin, 23 de febrero de 1975) es un tenista profesional de la República Checa. Su más alto ranking hasta el momento es N.º 22 del mundo, alcanzado en 1997.

## Títulos

### Individuales
| Leyenda                |
| Grand Slam (0)         |
| Tennis Masters Cup (0) |
| ATP Masters Series (0) |
| ATP Tour (3)           |

| N.º | Fecha                  | Torneo     | Superficie    | Oponente en la final | Resultado |
| --- | ---------------------- | ---------- | ------------- | -------------------- | --------- |
| 1.  | 6 de agosto de 1995    | Praga      | Tierra batida | Javier Sánchez       | 6-2 6-2   |
| 2.  | 6 de noviembre de 1995 | Montevideo | Tierra batida | Alberto Berasategui  | 6-2 6-3   |
| 3.  | 2 de agosto de 1998    | Umag       | Tierra batida | Magnus Norman        | 6-3 7-6   |

### Finalista en individuales
- 1995: Sankt Pölten (pierde ante Thomas Muster)
- 1996: Praga (pierde ante Yevgeny Kafelnikov)
- 1997: Indian Wells TMS (pierde ante Michael Chang)
- 1997: Praga (pierde ante Cédric Pioline)
- 2001: Doha (pierde ante Marcelo Ríos)
- 2001: Bastad (pierde ante Andrea Gaudenzi)